# Königreich Sizilien

Das Königreich Sizilien 1154

Mit Königreich Sizilien (lateinisch Regnum Siciliae, sizilianisch Regnu di Sicilia, italienisch Regno di Sicilia) werden historische Staaten in Süditalien bezeichnet, die von 1130 bis 1861 bestanden und dann im Königreich Italien aufgingen. Diese umfassten meist nicht nur die Insel Sizilien, sondern auch südliche Teile der Apenninhalbinsel.

## Geschichte

### Entstehung unter den Normannen

Wappen der Hauteville

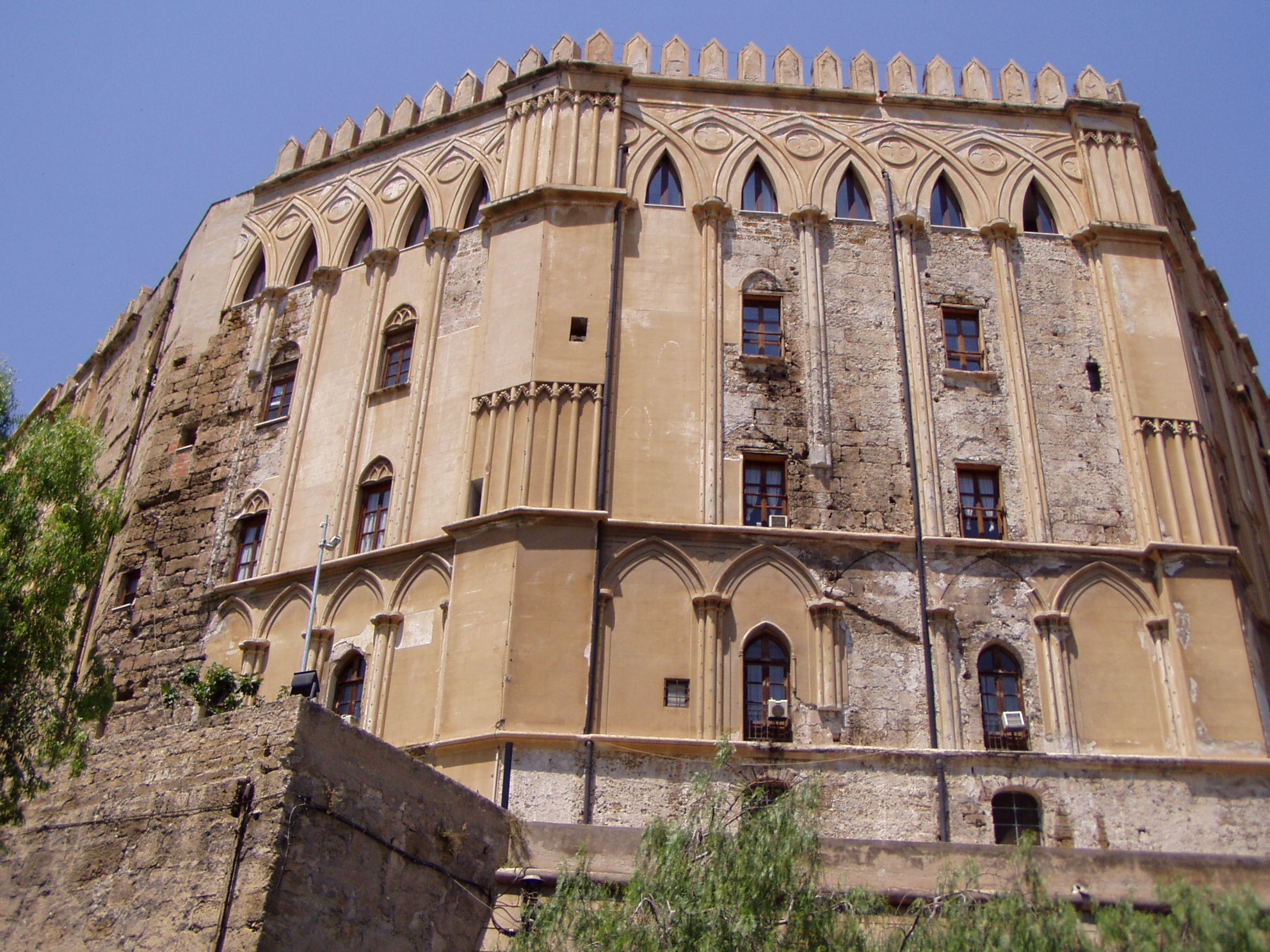
Palazzo Reale in Palermo, erbaut von Roger II. (1. Hälfte 12. Jh.)

Das Königreich Sizilien geht auf die normannische Eroberung Süditaliens zurück, durch die zunächst mehrere kleinere Herrschaften entstanden, die von verschiedenen Mitgliedern der Familie Hauteville ausgeübt wurden. 1127 und 1128 fielen das Herzogtum Apulien und das Fürstentum Tarent durch Erbschaft an Roger II., Graf von Sizilien. Gegenpapst Anaklet II. erhob das Herrschaftsgebiet Rogers im September 1130 zum Königreich, Roger wurde an Weihnachten 1130 in Palermo  gekrönt. Roger konnte in der Folge seine Herrschaft gegen verschiedene Fürstenrebellionen stabilisieren und 1137 um das Herzogtum Neapel erweitern. 1139 erreichte er nach militärischen Erfolgen die Anerkennung seines Königreiches durch Papst Innozenz II. im Vertrag von Mignano.
Allerdings betrieben die Päpste noch bis zum Vertrag von Benevent 1156 gemeinsam mit den römisch-deutschen Herrschern (die Süditalien als Teil des Reiches betrachteten) die Beseitigung der normannischen Herrschaft über Süditalien.

### Unter den Staufern und dem Haus Anjou
1189 starb mit Wilhelm II. das Königshaus Hauteville im legitimen Mannesstamm aus. Erbansprüche erhob der römische König Heinrich VI., der mit Konstanze von Sizilien, der Tante und nächsten Verwandten Wilhelms, verheiratet war. Zunächst konnte sich allerdings mit Tankred von Lecce ein unehelicher Nachkomme der Hautevilles mit Unterstützung des sizilischen Adels und des Papstes zumindest toleriert als König durchsetzen. Erst nach dessen Tod 1194 gelang es Heinrich, mittlerweile auch römischer Kaiser, das Königreich Sizilien zu erobern. Er setzte den Sohn Tankreds, Wilhelm III. ab und wurde Weihnachten 1194 in Palermo zum König gekrönt, womit die staufische Herrschaft über Sizilien begann.

Wappen der Staufer

Ab etwa 1250 begann die Herrschaft der Staufer in Sizilien zu bröckeln. Nach der Absetzung König Friedrichs I. (als Friedrich II. auch römischer König und Kaiser) durch Papst Innozenz IV. auf dem Konzil von Lyon regierte Friedrich zwar zunächst in Sizilien weitgehend unangefochten weiter. Nach seinem Tod 1250 und dem Tod seines Sohnes Konrad I. 1254 existierte mit dessen Sohn Konrad II. (genannt Konradin) nur noch ein unmündiger, zweijähriger Nachfolger, für den Manfred, unehelicher, aber nachträglich legitimierter Sohn Friedrichs, die Regentschaft übernahm. Der Papst erkannte diese Erbfolge nicht an und belehnte 1255 den englischen Prinzen Edmund mit dem Königreich, der seine Ansprüche jedoch nicht durchsetzen konnte. 1258 ließ sich Manfred selbst zum König von Sizilien krönen und konnte zunächst die Herrschaft in Sizilien stabilisieren. 1265, nach dem Verzicht Edmunds, belehnte Papst Clemens IV. Karl von Anjou mit dem Königreich Sizilien, der 1266 Manfred in der Schlacht bei Benevent schlagen konnte, wobei Manfred starb. Am 23. August 1268 unterlag Konradin in der Schlacht bei Tagliacozzo endgültig mit dem Versuch, Sizilien für die Staufer zurückzuerobern, und wurde in Neapel hingerichtet.

### Trennung der Königreiche Sizilien und Neapel
Die Herrschaft Karls von Anjou blieb aber prekär. 1282 kam es auf der Insel Sizilien zum Aufstand gegen Karl (Sizilianische Vesper). Auf der Insel wurde Peter III. von Aragon zum König ausgerufen, der als Ehemann von Konstanze, dem ältesten Kind Manfreds, Ansprüche auf die sizilische Krone geltend machen konnte. In der Folge scheiterten sowohl Karl von Anjou und seine Nachfolger damit, die Insel Sizilien zurückzuerobern als auch Peter und seine Nachfolger mit der Eroberung des festländischen Reichsteils. Im Frieden von Caltabellotta 1302 wurde das Königreich schließlich offiziell geteilt, wobei beide Teile den Namen Königreich Sizilien weiterführten (Insel-Sizilien wurde häufig auch mit dem alten griechischen Namen der Insel als Trinacria bezeichnet, für Festland-Sizilien wird heute häufig die Bezeichnung Königreich Neapel verwendet).

### Unter dem Haus Aragón

Wappen des Königreichs Sizilien (Haus Aragon), Kombination aus Aragon- und Stauferwappen

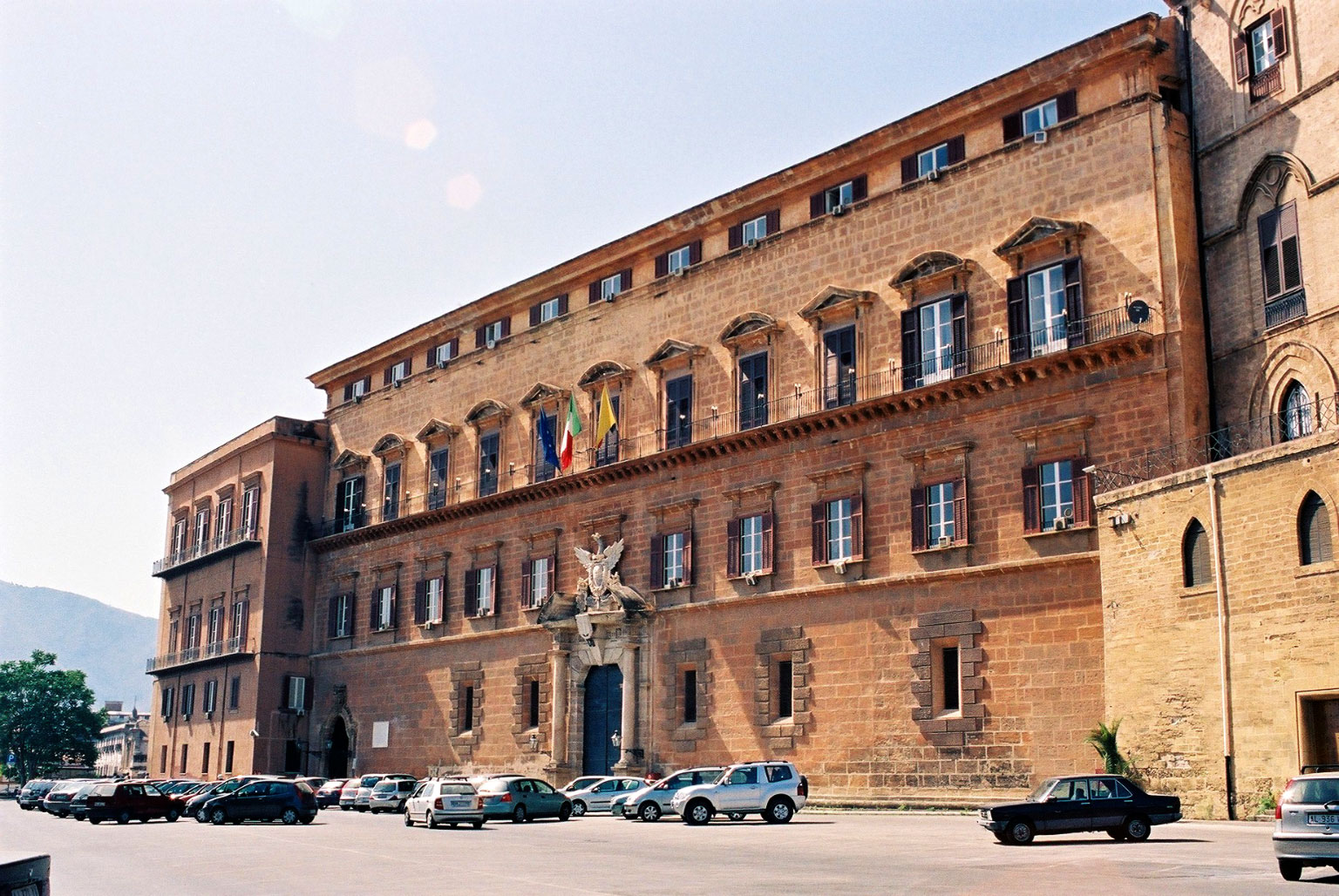
Renaissanceflügel des Palazzo Reale in Palermo

Das auf der Insel liegende Sizilien ging auf eine Nebenlinie des Hauses Aragón über, als Jakob II. von Aragón 1295 zugunsten von Karl II. von Anjou, der das Festland beherrschte, auf den sizilischen Thron verzichtete (Friede von Anagni) und auf der Insel daraufhin dessen jüngerer Bruder Friedrich zum König ausgerufen wurde. 1409 fiel es als Erbe an die Könige von Aragón zurück. Es wurde seitdem in der Regel von Vizekönigen regiert.
1442 konnte Alfons V. von Aragón auch die Herrschaft über Festland-Sizilien erringen, nachdem er Erbansprüche als Adoptivsohn von Königin Johanna II. geltend machte, die ihrerseits allerdings René von Anjou als ihren Erben eingesetzt hatte. Bei Alfons Nachfolge wurde die Personalunion wieder aufgehoben, die Insel blieb mit König Johann bei der Krone von Aragón, das Festland ging an Alfons unehelichen Sohn Ferdinand. 1501 ging Festland-Sizilien kurzfristig an das französische Königshaus über, nachdem Friedrich I. zugunsten von Ludwig XII. von Frankreich auf seine Rechte verzichtete. Gleichzeitig betrieb Ferdinand II. von Aragón die Eroberung des Königreichs, was ihm 1504 endgültig gelang. Ab diesem Zeitpunkt wurden die beiden Reiche durchgängig bis 1713 in Personalunion von der spanischen Krone regiert, aber nicht wieder zu einem Königreich vereint. Die Verwaltung wurde von jeweils eigenen Vizekönigen wahrgenommen.

### Unter den Habsburgern
1713 fielen die beiden Sizilien im Zuge des spanischen Erbfolgekriegs an Viktor Amadeus II. von Savoyen und Kaiser Karl VI., wobei Karl VI. den Festlandsteil erhielt und Viktor Amadeus II. die Insel. Dieser tauschte Sizilien 1720 gegen das Königreich Sardinien und nahm den höherrangigen sardischen Königstitel an.

### Unter den Bourbonen
Karl verlor die beiden Königreiche im polnischen Erbfolgekrieg 1735 wieder an Spanien. Die Personalunion mit der spanischen Krone wurde dabei nicht wiederhergestellt, die sizilischen Kronen übernahm mit Karl V./VII. ein jüngerer Sohn des spanischen Königs Philipp V. Sizilien und Neapel blieben getrennte Königreiche, wurden aber in Personalunion regiert. Als Karl nach dem Tod seiner Halbbrüder König von Spanien wurde, übertrug er die sizilischen Kronen seinem jüngsten Sohn Ferdinand III./IV., der das Haus Bourbon-Sizilien begründete.

### Unter Napoleon
1799 wurde in Festland-Sizilien kurzfristig die Parthenopäische Republik ausgerufen. 1806 musste Ferdinand III./IV. auf die Herrschaft über Festland-Sizilien verzichten, das als Königreich Neapel zunächst an Joseph Bonaparte und dann an Joachim Murat ging. Die Herrschaft über die Insel konnte Ferdinand gegen die Ansprüche Napoleons und Murats verteidigen.

### Königreich beider Sizilien

Italien im Jahr 1843, im Süden das Königreich beider Sizilien

Nach der Niederlage Napoleons wurde Ferdinand 1815 wieder Herrscher über beide Sizilien, die 1816 auch real zum Königreich beider Sizilien vereinigt wurden. 1860 wurde Sizilien von italienischen Risorgimento-Truppen unter Führung von Giuseppe Garibaldi erobert (Zug der Tausend). Mit der Kapitulation des letzten Königs Franz II. 1861  und der Eingliederung in das Königreich Italien endete die Geschichte des Königreichs Sizilien.